# Charitopes gastricus
Charitopes gastricus är en stekelart som först beskrevs av Holmgren 1868.  Charitopes gastricus ingår i släktet Charitopes och familjen brokparasitsteklar. Arten är reproducerande i Sverige. Inga underarter finns listade i Catalogue of Life.